# 金子元三郎

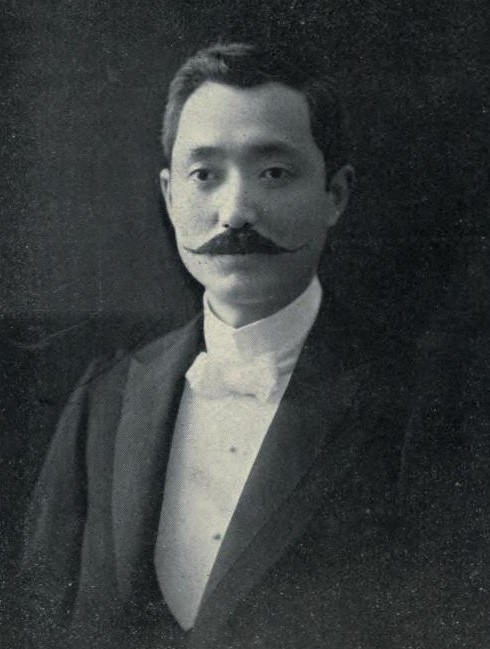
金子元三郎

金子 元三郎（かねこ もとさぶろう、1869年5月19日（明治2年4月8日）- 1952年（昭和27年）4月11日）は、日本の実業家、政治家。衆議院議員（立憲同志会）、貴族院多額納税者議員、初代小樽区長。

## 経歴
越後国三島郡寺泊町（現・新潟県長岡市）で資産家の家に生まれる。幼少時に北海道松前の富豪、先代・金子元三郎の養嗣子となり、その後、養父と共に小樽に移る。
東京に遊学し、頭山満、井上角五郎らと交わる。1891年（明治24年）中江兆民を迎えて『北門新報』を創刊し、自由民権を唱道した。1900年（明治33年）1月、小樽区の初代区長に就任し、道路、水道、港湾、学校施設の整備を推進した。1902年（明治35年）8月、石川県出身で元代議士の遠藤秀景に誘われ第7回衆議院議員総選挙に金沢市選挙区から出馬したが落選。1904年（明治37年）3月、第9回総選挙では北海道庁小樽区から出馬し当選。その後、第12回、第13回総選挙で当選し、衆議院議員を通算3期務めた。1917年（大正6年）10月13日、衆議院議員選挙法違反事件について札幌地方裁判所での裁判確定により、3期目の途中で議員を退職した。また、1925年（大正14年）9月29日、貴族院多額納税者議員に就任し、研究会に所属し1939年（昭和14年）9月28日まで2期在任した。
実業界においては、水産業、海運業、農牧場などを経営し、豊山銀行頭取、丁酉銀行頭取、金子 (資)社長、北海道造林 (資) 社長、定山渓鉄道 (株) 社長などを務めた。墓所は多磨霊園。

## 逸話
- 生活は派手で、その邸宅は「御殿」と呼ばれた[3]。

## 親族
- 妻 金子タツ（男爵 園田安賢長女）[1]
- 養子 金子隆三（大蔵官僚。衆議院議員土屋大次郎の子にして、土屋計左右の兄）[9][10]
- 妹トクの夫 湯原元一[1]